# Sophie Guillemin
Sophie Guillemin, född 1 december 1977 i Paris, är en fransk skådespelerska.
Sophie Guillemin debuterade 1998 i L'Ennui i regi av Cédric Kahn.